# Antonio Alfonseca
Antonio Alfonseca (* 16. April 1972 in La Romana, Dominikanische Republik) ist ein ehemaliger dominikanischer Baseballspieler. Er spielte von 1997 bis 2007 in der Major League Baseball (MLB) als Relief Pitcher für die Florida Marlins, Chicago Cubs, Atlanta Braves, Texas Rangers und Philadelphia Phillies. Er gewann mit den Marlins 1997 die World Series und 2000 den Titel des besten Relief Pitchers („MLB Relief Man of the Year“).
Alfonseca hat den Spitznamen „El Pulpo“ (dt.: der Oktopus), weil er aufgrund von Polydaktylie sechs Finger an den Händen hat. Aus Baseball-Sicht ist seine Wurfhand weder ein Vor- noch Nachteil, weil der überzählige kleine Finger den Ball beim Wurf nicht berührt. Alfonseca, in dessen Familie Polydaktylie verbreitet ist, trägt seine zwölf Finger mit Stolz und erachtet sie als Familiensymbol.